# The Voice Kids/Staffel 5
Die fünfte Staffel der deutschen Gesangs-Castingshow The Voice Kids wurde vom 5. Februar 2017 bis zum 26. März 2017 im Fernsehen erstausgestrahlt. Moderiert wurde die fünfte Staffel von Thore Schölermann und Debbie Schippers. Die Jury bestand aus der Popsängerin Nena im Doppelstuhl mit ihrer Tochter Larissa, dem Popsänger Sasha und dem Singer-Songwriter Mark Forster. Die Gewinnerin der fünften Staffel war Sofie Thomas.

## Erste Phase: Die Blind Auditions
| Folge  | Die Coaches und ihre Kandidaten                                                           | Die Coaches und ihre Kandidaten                                                            | Die Coaches und ihre Kandidaten                                     |
| Folge  | Nena und Larissa                                                                          | Sasha                                                                                      | Mark Forster                                                        |
| ------ | ----------------------------------------------------------------------------------------- | ------------------------------------------------------------------------------------------ | ------------------------------------------------------------------- |
| 01     | Chiara (9 Jahre) Julia (14 Jahre) Sofie (11 Jahre)                                        | Eric (13 Jahre) Luca Emanuel (14 Jahre) Nick (9 Jahre)                                     | Diana (12 Jahre) Elvira (14 Jahre) Iggi (13 Jahre) Kayan (14 Jahre) |
| 02     | Camilla (13 Jahre) Grace (13 Jahre) Zoé-Loes (10 Jahre)                                   | Marie-Sophie (11 Jahre) Marin (12 Jahre) Roman & Michael (12 & 14 Jahre) Zeynep (14 Jahre) | Anais (14 Jahre) Leonie (14 Jahre) Nele (14 Jahre) Nils (10 Jahre)  |
| 03     | Andrej (12 Jahre) Jacqueline & Jeanette (beide 14 Jahre) Leah (12 Jahre) Leon (13 Jahre)  | Anastasia (8 Jahre) Evgenia (14 Jahre) Miran (14 Jahre) Nora (13 Jahre)                    | Leon F. (14 Jahre) Lina (14 Jahre) Markus (13 Jahre)                |
| 04     | Matteo (13 Jahre) Natalie (14 Jahre) Neha (8 Jahre) Samuel (13 Jahre) Sarah R. (13 Jahre) | Andreas (14 Jahre) Jacqueline (13 Jahre) Tara (14 Jahre) Zoe (15 Jahre)                    | Ashley (12 Jahre) Michael (13 Jahre) Pia (9 Jahre) Ruben (14 Jahre) |
| Gesamt | 15                                                                                        | 15                                                                                         | 15                                                                  |

## Zweite Phase: Die Battle Round
Jeweils drei Kinder aus einem Team traten gegeneinander an. Nur einer erreichte die nächste Runde, die Sing-Offs.
| Folge | Battle | Kandidaten      | Kandidaten | Kandidaten            | Song                                              | Team             |
| ----- | ------ | --------------- | ---------- | --------------------- | ------------------------------------------------- | ---------------- |
| 05    | 1      | Iggi            | Ruben      | Leon                  | Castle on the Hill von Ed Sheeran                 | Mark             |
| 05    | 2      | Anastasia       | Nick       | Marie-Sophie          | Die Schöne und das Biest von Disney               | Sasha            |
| 05    | 3      | Leon            | Andrej     | Samuel                | Kind dieser Erde von Volkan T.                    | Nena und Larissa |
| 05    | 4      | Kayan           | Lina       | Ashley                | The Greatest von Sia                              | Mark             |
| 05    | 5      | Luca            | Nora       | Miran                 | True Colors von Anna Kendrick & Justin Timberlake | Sasha            |
| 05    | 6      | Nils            | Pia        | Michael               | 99 Luftballons von Nena                           | Mark             |
| 05    | 7      | Sofie           | Matteo     | Julia                 | Bohemian Rhapsody von Queen                       | Nena und Larissa |
| 06    | 8      | Anais           | Leonie     | Elvira                | Million Reasons von Lady Gaga                     | Mark             |
| 06    | 9      | Andreas         | Eric       | Marin                 | Shut up and Dance von Walk the Moon               | Sasha            |
| 06    | 10     | Zoe-Loes        | Chiara     | Neha                  | Friday I’m in Love von The Cure                   | Nena und Larissa |
| 06    | 11     | Jaqueline       | Zeynep     | Evgenia               | Shout Out to My Ex von Little Mix                 | Sasha            |
| 06    | 12     | Diana           | Markus     | Nele                  | I’ll Be There von Mariah Carey / J5               | Mark             |
| 07    | 13     | Natalie         | Grace      | Jacqueline & Jeanette | Hedonism von Skunk Anansie                        | Nena und Larissa |
| 07    | 14     | Michael & Roman | Zoe        | Tara                  | Fast Car von Jonas Blue                           | Sasha            |
| 07    | 15     | Leah            | Sarah      | Camilla               | Faded von Alan Walker                             | Nena und Larissa |

## Dritte Phase: Die Sing-Offs
Die fünf Gewinner aus den Battles traten im jeweiligen Team nochmals gegeneinander an. Dort sangen sie erneut ihre Songs aus den Blind Auditions. Der eigene Coach durfte dann zwei Kinder aus dem eigenen Team mit ins Finale nehmen. Neu war, dass jeder Coach ein Talent aus einem anderen Team „stehlen“ konnte, das dann ebenfalls am Finale teilnehmen durfte.
| Episode | Coach          | Kandidat     | Song                                                   | Stealdeal      |
| ------- | -------------- | ------------ | ------------------------------------------------------ | -------------- |
| 06      | Mark           | Lina         | Hurt von Christina Aguilera                            |                |
| 06      | Mark           | Ruben        | My Girl von The Temptations                            |                |
| 06      | Mark           | Diana        | Run to You von Whitney Houston                         |                |
| 06      | Mark           | Pia          | Ein Geschenk von Ewig                                  | Nena & Larissa |
| 06      | Mark           | Leonie       | Salvation von Gabrielle Aplin                          | Sasha          |
| 07      | Sasha          | Eric         | Let Me Entertain You von Robbie Williams               | Mark           |
| 07      | Sasha          | Zeynep       | Warrior von Demi Lovato                                |                |
| 07      | Sasha          | Marie-Sophie | Spiegelbild von Disneys Mulan                          |                |
| 07      | Sasha          | Luca         | Wasn’t Expecting That von Jamie Lawson                 |                |
| 07      | Sasha          | Zoe          | Get Away von Jessie J                                  |                |
| 07      | Nena & Larissa | Camilla      | Little Talks von Of Monsters and Men                   |                |
| 07      | Nena & Larissa | Zoe-Loes     | Blackbird von The Beatles                              |                |
| 07      | Nena & Larissa | Grace        | Don’t Put Dirt on My Grave Just Yet von Nashville Cast |                |
| 07      | Nena & Larissa | Leon         | In diesem Moment von Roger Cicero                      |                |
| 07      | Nena & Larissa | Sofie        | Non, je ne regrette rien von Édith Piaf                |                |

## Vierte Phase: Finale
Das Finale fand am 26. März 2017 statt. Wie im Vorjahr wurde die Show vorher aufgezeichnet und zeitversetzt ausgestrahlt, weil der Jugendschutz Bühnenauftritte der minderjährigen Teilnehmer zu später Stunde nicht gestattet. Die Siegerverkündung wurde live übertragen. Die verbleibenden neun Finalisten hatten je einen Soloauftritt und einen Auftritt mit ihrem Teampartner und Coach. Danach mussten sich die Coaches entscheiden, mit welchem ihrer Kandidaten sie in die sogenannte „Voting-Runde“ gingen.
| Episode | Startnr. | Name         | Songs                                                | Coach          |
| ------- | -------- | ------------ | ---------------------------------------------------- | -------------- |
| 08      | 1        | Diana        | Without You von Mariah Carey                         | Mark           |
| 08      | 2        | Lina         | If I Were a Boy von Beyoncé                          | Mark           |
| 08      | 3        | Eric         | Fly Me to the Moon von Frank Sinatra                 | Mark           |
| 08      | 4        | Marie-Sophie | Erinnerung (Cats) von Andrew Lloyd Webber            | Sasha          |
| 08      | 5        | Luca         | Chasing Cars von Snow Patrol                         | Sasha          |
| 08      | 6        | Leonie       | Dancing on My Own von Robyn                          | Sasha          |
| 08      | 7        | Pia          | I Love Rock ’n’ Roll von Joan Jett & the Blackhearts | Nena & Larissa |
| 08      | 8        | Leon         | Ein Stück vom Himmel von Herbert Grönemeyer          | Nena & Larissa |
| 08      | 9        | Sofie        | Ave Maria von Franz Schubert                         | Nena & Larissa |

## Fünfte Phase: Voting-Runde
Diese drei, Diana, Luca und Sofie, sangen dann jeweils noch einen weiteren Song. Währenddessen stimmten die Zuschauer live per Telefon ab. Gewinner der Show wurde Sofie.
| Episode | Startnr. | Name  | Song                                         | Coach          |
| ------- | -------- | ----- | -------------------------------------------- | -------------- |
| 08      | 1        | Diana | I’ll Always Love You von Whitney Houston     | Mark           |
| 08      | 2        | Luca  | Amoi seg’ ma uns wieder von Andreas Gabalier | Sasha          |
| 08      | 3        | Sofie | Dream On von Aerosmith                       | Nena & Larissa |

## Einschaltquoten
| 0 Einschaltquoten der 5. Staffel im Einzelnen | 0 Einschaltquoten der 5. Staffel im Einzelnen | 0 Einschaltquoten der 5. Staffel im Einzelnen | 0 Einschaltquoten der 5. Staffel im Einzelnen | 0 Einschaltquoten der 5. Staffel im Einzelnen | 0 Einschaltquoten der 5. Staffel im Einzelnen | 0 Einschaltquoten der 5. Staffel im Einzelnen | 0 Einschaltquoten der 5. Staffel im Einzelnen |
| Nr. (Staffel)                                 | Nr. (gesamt)                                  | Sendung                                       | Datum                                         | Zuschauer                                     | Zuschauer                                     | Marktanteil                                   | Marktanteil                                   |
| Nr. (Staffel)                                 | Nr. (gesamt)                                  | Sendung                                       | Datum                                         | Gesamt                                        | 14 bis 49 Jahre                               | Gesamt                                        | 14 bis 49 Jahre                               |
| --------------------------------------------- | --------------------------------------------- | --------------------------------------------- | --------------------------------------------- | --------------------------------------------- | --------------------------------------------- | --------------------------------------------- | --------------------------------------------- |
| 01                                            | 31                                            | Blind Auditions                               | So, 5. Februar 2017                           | 2,73 Mio.                                     | 1,44 Mio.                                     | 8,1 %                                         | 11,9 %                                        |
| 02                                            | 32                                            | Blind Auditions                               | So, 12. Februar 2017                          | 2,74 Mio.                                     | 1,44 Mio.                                     | 8,3 %                                         | 12,6 %                                        |
| 03                                            | 33                                            | Blind Auditions                               | So, 19. Februar 2017                          | 2,78 Mio.                                     | 1,50 Mio.                                     | 8,2 %                                         | 12,5 %                                        |
| 04                                            | 34                                            | Blind Auditions                               | So, 26. Februar 2017                          | 2,92 Mio.                                     | 1,64 Mio.                                     | 8,8 %                                         | 14,1 %                                        |
| 05                                            | 35                                            | Battles                                       | So, 5. März 2017                              | 2,59 Mio.                                     | 1,45 Mio.                                     |                                               | 11,9 %                                        |
| 06                                            | 36                                            | Battles & Sing-Offs                           | So, 12. März 2017                             | 2,33 Mio.                                     |                                               |                                               | 10,5 %                                        |
| 07                                            | 37                                            | Battles & Sing-Offs                           | So, 19. März 2017                             | 2,38 Mio.                                     | 1,20 Mio.                                     |                                               | 9,8 %                                         |
| 08                                            | 38                                            | Finale                                        | So, 26. März 2017                             | 2,67 Mio.                                     | 1,40 Mio.                                     | 8,4 %                                         | 12,3 %                                        |